# Аладинский, Владимир Иванович

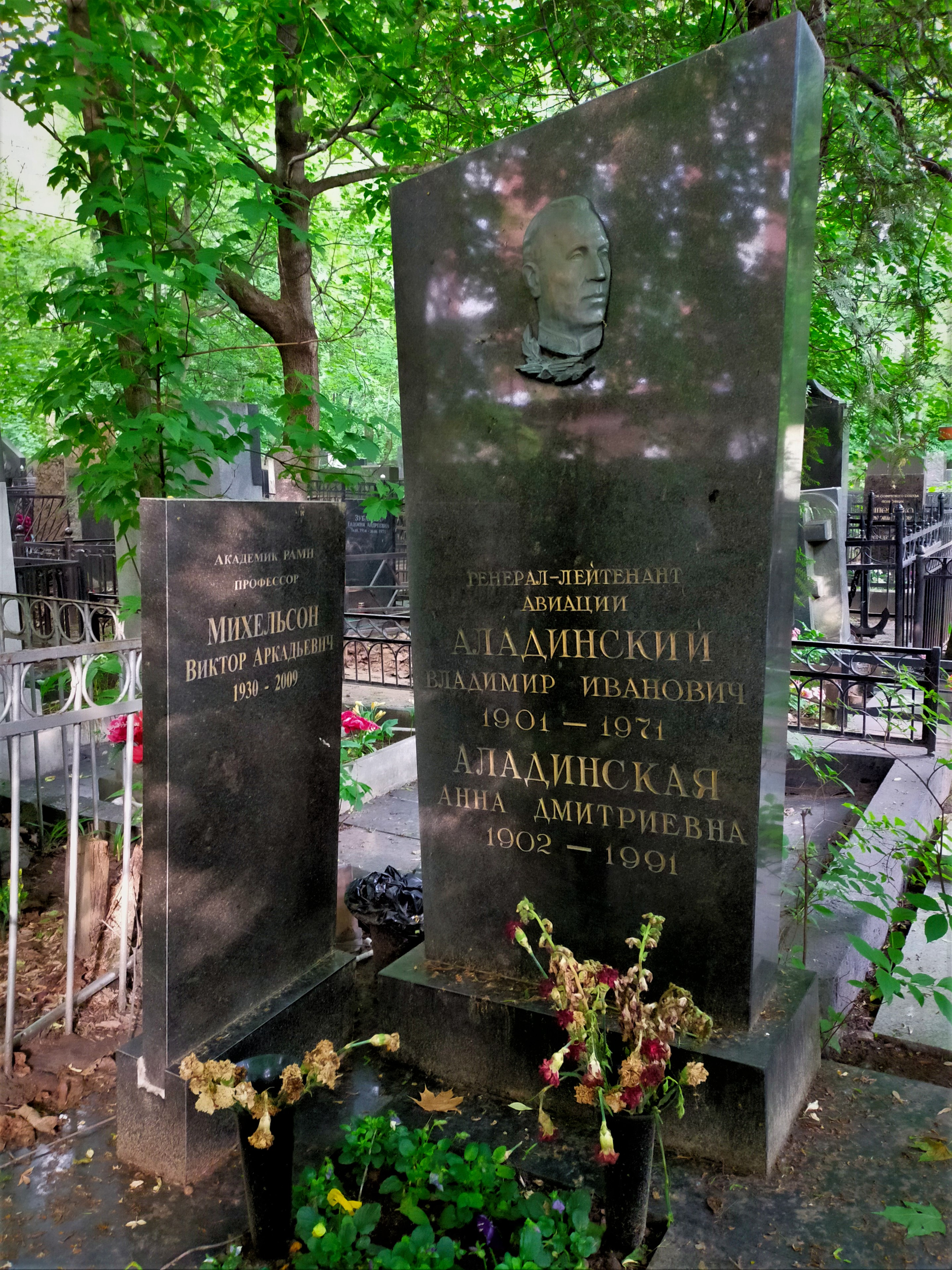
Могила В. И. Аладинского, Введенское кладбище

Владимир Иванович Аладинский (27 июля 1901 года, село Ново-Томниково, Рязанская губерния — 20 мая 1971 года, Москва) — советский военный деятель, генерал-лейтенант авиации (1944 год).

## Биография
Владимир Иванович Аладинский родился 27 июля 1901 года в селе Ново-Томниково Шацкого уезда.

### Довоенное время
В марте 1920 года был призван в ряды РККА и направлен красноармейцем в 21-й запасной стрелковый полк, а в марте 1921 года — на учёбу в 1-ю Московскую школу военных железнодорожных техников, после окончания которой с сентября 1922 года служил в 6-м железнодорожном полку на должностях помощника начальника и начальника станции. В том же году вступил в ряды ВКП(б).
В сентябре 1923 года был направлен на учёбу в Киевскую военно-теоретической школе Красного Воздушного флота, а после её окончания в сентябре 1925 года — в 1-ю военную школу лётчиков имени А. Ф. Мясникова в посёлке городского типа Кача. После окончания школы в июне 1927 года был назначен на должность младшего лётчика 34-й авиационной эскадрильи в составе дислоцированной в Красногвардейске 1-й авиационной бригады, в январе 1929 года — на должность командира звена 56-й авиационной эскадрильи, а в апреле 1931 года — на должность командира 2-го отдельного авиационного отряда.
В 1932 году окончил курсы усовершенствования начальствующего состава при Военно-воздушной академии РККА имени Н. Е. Жуковского и в июне 1933 года был назначен на должность 30-й авиационной эскадрильи в составе ОКДВА.
После окончания Высшей лётно-тактической школы ВВС в феврале 1936 года был назначен на должность командира 9-й штурмовой авиационной эскадрильи (Белорусский военный округ), с мая 1938 года исполнял должность командира 76-й легкой бомбардировочной авиационной бригады и в августе 1940 года был назначен на должность командира 12-й бомбардировочной авиационной дивизии.

### Великая Отечественная война
С началом войны В. И. Аладинский участвовал в отражении немецкой агрессии на Московском направлении, включая Витебское и Смоленское сражения. С 19 сентября 1941 года — командующий ВВС 43-й армии, в этой должности принимал участие в битве под Москвой.
В мае 1942 года назначен командиром 231-й штурмовой авиационной дивизии (1-я воздушная армия), которая поддерживала действия войск Западного фронта на юхновском, гжатском и ржевском направлениях. В октябре 1942 года был назначен командиром 3-го штурмового авиационного корпуса резерва Ставки Верховного Главнокомандования (с 29 ноября корпус переименован в 3-й смешанный авиационный корпус), включённого в состав 17-й воздушной армии (Юго-Западный фронт). С декабря 1942 года корпус под командованием Аладинского принимал участие в Сталинградской битве, Острогожско-Россошанской наступательной операции и наступлении на донбасском направлении.
24 августа 1943 года назначен на должность командира 1-го гвардейского смешанного авиационного корпуса, который вскоре принимал участие в ходе битвы за Днепр, а также в Донбасской, Запорожской, Днепропетровской, Березнеговато-Снигиревской и Одесской наступательных операциях, в ходе которых были освобождены Славянск, Запорожье и Днепропетровск. В январе 1945 года Владимир Иванович Аладинский назначен командующим ВВС Орловского военного округа.

### Послевоенная карьера
После окончания войны Аладинский продолжил командовать ВВС Орловского военного округа, с июля 1945 года — ВВС Воронежского военного округа (с июля 1945 года округ переименован в Воронежский военный округ). В апреле 1946 года был назначен на должность командующего 2-й воздушной армией дальней авиации, в феврале 1949 года преобразованной в 43-ю.
В сентябре 1950 года был назначен на должность начальника Главного управления боевой подготовки ВВС Советской Армии, в 1953 году преобразованного в Управление боевой подготовки ВВС.
Генерал-лейтенант Владимир Иванович Аладинский в июне 1955 года вышел в запас. Умер 20 мая 1971 года в Москве. Похоронен на Введенском кладбище (29 уч.).

## Награды
- Орден Ленина (1945);
- Три ордена Красного Знамени (30.01.1943[4]; 03.11.1944, 1950);
- Орден Суворова 2 степени (17.09.1943[5]);
- Орден Красной Звезды (1936);
- Медали СССР.

### Иностранные награды
- Командор Ордена Британской Империи (Великобритания, 1944)[6]

## Звания
- Генерал-майор авиации — 10.11.1942 г., постановление № 1804
- Генерал-лейтенант авиации — 04.02.1944 г., постановление № 115